# 長命寺 (長野市)
長命寺（ちょうめいじ）は長野県長野市にある浄土真宗本願寺派の寺院。寺号は足立山。

## 歴史
開基は二十四輩の一人で信濃源氏井上氏の西念（井上道祐、貞親）。鎌倉時代に井上氏の所領のあった武蔵国足立郡野田で建立され、真宗3世の覚如から寺号を与えられた。南北朝時代の建武2年（1335年）、3世住職西祐は、井上氏を頼って信州へ移り、西念の故郷である信濃国水内郡駒沢に寺基を定めた。永正16年（1519年）、7世住職信貞の時に同郡布野に移り、さらに元禄13年（1700年）、13世住職霊勝の時に現在地に移転した。
本尊は阿弥陀如来で、本堂と庫裡は弘化4年（1847年）の善光寺地震で倒壊した後に再建された。境内には他に経蔵と鐘楼もあり、その傍らに親鸞聖人像がある。門前に塔頭寺院の来迎寺、長仙寺、西教寺があり、いずれも元禄年間の移転の際に建立されたものである。

## 交通アクセス
- 長野電鉄朝陽駅から徒歩約5分。
- 上信越道須坂長野東ICから車で15分。